# Incze László (történész)
Incze László (Barót, 1928. december 14. – 2007. április 2.) erdélyi magyar történész és múzeumalapító muzeológus.

## Életútja
Középiskolai tanulmányait szülővárosában, Segesváron és Székelyudvarhelyen végezte, itt érettségizett (1947). A Bolyai Tudományegyetemen történelem–filozófia szakos tanári képesítést szerzett (1952). Tanári pályáját Mezőbándon kezdte, 1953-tól 1970-ig Kézdivásárhelyen tanított. Nagy szerepe volt a Kézdivásárhelyi Állandó Céhtörténeti Kiállítás (1970–72), majd a sajátosságánál fogva hírnévre szert tett Céhtörténeti Múzeum megszervezésében, 1972-től itt vezető muzeológus egészen 1994-es nyugdíjazásáig, de a múzeum szervezését, a kutatást nem hagyta abba.
Tudományos munkásságának fő területe a helytörténet, céhtörténet, kézműipar-történet. Szerkesztésében adták ki Sylvester Lajossal közösen a Kézdivásárhely c. várostörténeti képes albumot (Sepsiszentgyörgy, év nélkül), melyben Céhek és céhhagyományok Kézdivásárhelyen c. tanulmányával szerepel. Jelentős szakmai dolgozata: Céhpecsétek és céhbehívótáblák a Kézdivásárhelyi Múzeum gyűjteményében (Aluta, 1974). További jeles szakmai írásai: A kézművesség és a kisiparosok helyzete a századfordulón Kézdivásárhelyen (Veszprém, 1990), Céhek és mesterségek múzeuma (1992), A céhes élet időrendje (1995).
Vállalkozott a múzeum és Kézdivásárhely szempontjából fontos kéziratban maradt tanulmányok közreadására, köztük  sajtó alá rendezte Földi István Századelő az udvartereken c. kötetet Antal Árpáddal és Szabó Judittal.
Tudományos közleményeit többnyire az Aluta, helytörténeti jellegű közleményeit a Megyei Tükör, a Háromszék, a Székely Újság és a Székely Hírmondó adta közre.
Kézdivásárhely helyi közéletében jelentős szerepet vállalt, ő alapította meg a helyi RMDSZ szervezetet, annak elnöke volt 1992-94-ig, majd városi tanácsos 1992-96-ig. Tagja lett az 1990-ben újjáalakult Erdélyi Múzeum-Egyesületnek és alapító tagja és elnöke a Mikes Kelemen Közművelődési Egyesületnek.
Nagy részvét mellett szülővárosában, Baróton helyezték örök nyugalomra.

## Díjak, elismerések
- A Széchenyi Társaság Diplomája (1991);
- A kézdivásárhelyi múzeum megalapításának 25. évfordulója alkalmából a Kultúra Szabadságáért Díja (1997);
- Kézdivásárhely Pro Urbe-díja (1998);
- Az EMKE Bányai János-díja és a Pro Comitatu Covasnae-díj (posztumusz, 2002).[3]